# Sequestro di persona a scopo di estorsione
Il sequestro a scopo di estorsione è un delitto contro la libertà personale e il patrimonio, previsto dal codice penale italiano all'art. 630.

## Disciplina normativa
Il testo dell'art. 630 recita:
Se dal sequestro deriva comunque la morte, quale conseguenza non voluta dal reo, della persona sequestrata (586), il colpevole è punito con la reclusione di anni trenta.
Se il colpevole cagiona la morte del sequestrato (c.p.575) si applica la pena dell'ergastolo.
Al concorrente che, dissociandosi dagli altri, si adopera in modo che il soggetto passivo riacquisti la libertà, senza che tale risultato sia conseguenza del prezzo della liberazione, si applicano le pene previste dall'art. 605. Se tuttavia il soggetto passivo muore, in conseguenza del sequestro, dopo la liberazione la pena è della reclusione da sei a quindici anni.
Nei confronti del concorrente che, dissociandosi dagli altri, si adopera, al di fuori del caso previsto dal comma precedente per evitare che l'attività delittuosa sia portata a conseguenze ulteriori ovvero aiuta concretamente l'autorità di polizia o l'autorità giudiziaria nella raccolta di prove decisive per l'individuazione o la cattura dei concorrenti, la pena dell'ergastolo è sostituita da quella della reclusione da dodici a venti anni e le altre pene sono diminuite da un terzo a due terzi.
Quando ricorre una circostanza attenuante (c.p.62, 62-bis), alla pena prevista dal secondo comma è sostituita la reclusione da venti a ventiquattro anni; alla pena prevista dal terzo comma è sostituita la reclusione da ventiquattro a trenta anni. Se concorrono più circostanze attenuanti la pena da applicare per effetto delle diminuzioni non può essere inferiore a dieci anni, nell'ipotesi prevista dal secondo comma, ed a quindici anni, nell'ipotesi prevista dal terzo comma.
I limiti di pena preveduti nel comma precedente possono essere superati allorché ricorrono le circostanze attenuanti di cui ai quinto comma del presente articolo.»

## Elementi

### Fatto ed elemento soggettivo
Condotta tipica del reato consiste nel privare taluno della libertà personale per un fine estorsivo. Il reato si differenzia, perciò, dalla diversa figura delittuosa del sequestro di persona per il dolo specifico del voler "conseguire, per sé o per altri, un ingiusto profitto come prezzo della liberazione".

### Bene giuridico tutelato
Anche se il reato è inserito (titolo XIII del libro II del codice penale) tra i reati contro il patrimonio, l'interesse tutelato è primariamente, per unanime opinione, quello della libertà personale ed eventualmente della vita dell'ostaggio.
La legislazione italiana prevede il sequestro dei beni su disposizione del magistrato. La legge Scotti, oggetto di varie polemiche, è stata in seguito emendata e  attualmente lo stesso magistrato può disporre il dissequestro e autorizzare il pagamento del riscatto ai rapitori. 
Fra le intenzioni dichiarate dalla legge vi era quello di impedire che il pagamento di un riscatto, pur potendo risolvere il singolo caso, incentivasse gli accadimenti delittuosi.
Il sequestro non è applicabile ai depositi o al possesso di azioni di istituzioni che godono dell'immunità di esecuzione.

## Consumazione
Il sequestro a scopo di estorsione è un tipico reato permanente. Il momento consumativo si configura, secondo una parte della dottrina, quando la privazione della libertà personale abbia assunto un grado minimo di apprezzabilità. Secondo tale ricostruzione si avrebbe, perciò, soltanto delitto tentato nel caso in cui l'agente avesse privato della libertà il soggetto passivo per pochissimi istanti e questi fosse subito riuscito a fuggire. La giurisprudenza ha, tuttavia, sostenuto spesso la tesi opposta, ritenendo consumata la fattispecie delittuosa non appena il sequestratore abbia privato taluno della libertà personale, anche soltanto per un istante.

## Testi normativi di riferimento
- Codice penale